# Slim Richey
David Michael „Slim“ Richey (* 11. Februar 1938 in Atlanta, Texas; † 31. Mai 2015 in Austin, Texas) war ein US-amerikanischer Bluegrass- und Jazzgitarrist, der in der Musikszene von Austin (Texas) aktiv war.

## Leben und Wirken
Richey, der aus dem östlichen Texas in der Nähe von Texarkana stammte, begann seine Karriere als Swingmusiker, als er in einer Highschoolband spielte. Er besuchte das College an der University of Oklahoma in Norman, Oklahoma, hatte Unterricht bei Benny Garcia und orientierte sich stilistisch am Spiel von Hank Garland und Barney Kessel, das er mit Einflüssen von T-Bone Walker verband; außerdem spielte er Geige in lokalen Countrybands. 
Im Hauptberuf arbeitete er zunächst als Verleger und Produzent; daneben spielte er zunächst in Fort Worth, bevor er mit seiner Frau Francie Meaux Jeaux in den Raum Austin zog. Er spielte anfangs Geige bei den Jazz Pharaohs und gründete dann seine Dream Band. 1977 legte er das Album Jazz Grass vor, an dem auch Sumter Bruton beteiligt war. In den 1980er-Jahren entstanden Aufnahmen mit Bluegrass-Musikern wie Joe Carr, Bill Caswell, Alan Munde und Ricky Skaggs. Mit seiner Versandhandelsfirma Warehouse Music vertrieb er Unterrichtsmaterialien für das Erlernen von Bluegrassmusik sowie Hilfsmittel zum Transkribieren von Tonträgern. Daneben betrieb er kleine Plattenlabel, deren bekanntestes Ridge Runner Records war. Sie veröffentlichten frühe Aufnahmen von Musikeren wie Sam Bush und Marty Stuart.
Mitte der 2000er-Jahre begleitete er die Sängerin Kat Edmonson am Beginn ihrer Karriere. Slim Richey verband in seinem eklektischen Gitarrenstil Genres von Jazz, Swing und Country. Er trat auf verschiedenen lokalen Festivals auf, wie dem Old Settler’s Music Festival und dem Kerrville Folk Festival. Mit seiner Band Jitterbug Vipers nahm er zwei Alben auf, Tell ‘Em Joe Sent You (2012) und Phoebe’s Dream (2013). Er verstarb im Alter von 77 Jahren an den Folgen eines malignen Lymphoms.